# Бишоп, Николас
Николас Бишоп (англ. Nicholas Bishop; род. 19 сентября 1973) — австралийский актёр, наиболее известный по ролям Питера Бейкера в австралийской мыльной опере «Домой и в путь» (2004—2007) и Питера Денлопа в американском телесериале «Следствие по телу» (2011—2012).

## Жизнь и карьера
Бишоп вырос в Канберре, Австралия. Окончил австралийский Национальный институт драматического искусства (1996). Интенсивно снимается с 1998 года. Он наиболее известен по роли в сериале «Домой и в путь», в котором он снимался в 2004—2007 годах. В 2002 году снялся в австралийском фильме «Шагая по воде», получившем положительные отзывы от критиков. Среди прочих проектов снялся в телесериалах, таких как «Дочери Маклауда» и другие.
В начале 2010 года Бишоп снялся в одной из главных ролей в недолго просуществовавшем сериале «Прошлая жизнь», после чего получил одну из главных ролей в криминальной драме «Следствие по телу» с Даной Дилейни. Бишоп был уволен из сериала после двух сезонов по творческим причинам, а с тех пор продолжил телекарьеру в США, появляясь в эпизодах «Красотки в Кливленде», «C.S.I.: Место преступления» и «Касл». В 2014 году он снялся на регулярной основе в последнем сезоне сериала «Тайные операции». Последний фильм с участью Бишопа был снят в октябре 2015 года, в фильме «Woodlahn», где он играл одну из главных ролей трека-тренера команды «Вудлон».

## Фильмография
| Год       |   | Русское название          | Оригинальное название      | Роль                          |
| --------- | - | ------------------------- | -------------------------- | ----------------------------- |
| 1998      | с | Дикая сторона             | Wildside                   | детектив-констебль Грэм Хоули |
| 1998      | ф | Сахарный завод            | The Sugar Factory          | Митчелл Лоуренс               |
| 1998      | ф | Немного нецензурной брани | Occasional Coarse Language | Дэвид Рэдклифф                |
| 1999      | с | Водяные крысы             | Water Rats                 | Шейн Букман                   |
| 1999      | с | Зов убийцы                | Murder Call                | Маршалл Боудон                |
| 1999      | ф | Пороховой ожог            | Powderburn                 | Питер Джесс                   |
| 2000      | ф | Снова в колледж           | My Mother Frank            | Мик                           |
| 2000      | с | Над законом               | Above the Law              | Мэтт Бриджес                  |
| 2001      | с | На краю Вселенной         | Farscape                   | Гебб Деллос                   |
| 2002      | ф | Шагая по воде             | Walking on Water           | Фрэнк                         |
| 2002      | с | Все святые                | All Saints                 | Ник Кэрролл                   |
| 2003      | с | Сине-белый воротничок     | White Collar Blue          | Лечлан Шоу                    |
| 2004—2007 | с | Домой и в путь            | Home and Away              | Питер Бейкер                  |
| 2007      | с | Виртуозы                  | Hustle                     | Пламми                        |
| 2008      | ф | Наказание                 | Punishment                 | Джона Уолтон                  |
| 2009      | с | Дочери Маклауда           | McLeod's Daughters         | Расс Коннорс                  |
| 2010      | с | Прошлая жизнь             | Past Life                  | Прайс Уотли                   |
| 2010      | ф | Земля астронавтов         | The Land of the Astronauts | Томас Бауэр                   |
| 2011      | с | Необходимая жестокость    | Necessary Roughness        | Гриффин Пейдж                 |
| 2011—2012 | с | Следствие по телу         | Body of Proof              | Питер Данлоп                  |
| 2014      | с | Тайные операции           | Covert Affairs             | Райан Маккуэйд                |